# Galsan Tschinag
Galsan Tschinag (mongol : Чинагийн Галсан, MNS : Chinagiin Galsan), né (touvain : Иргит Шыныкбай оглу Чурук-Уваа, Irgit Schynykbaj-oglu Dshurukuwa), le 26 décembre 1944 dans l'aïmag de Bayan-Ölgii, en Mongolie, est un auteur mongol d'origine touvaine écrivant en langue allemande.

## Biographie
Galsan Tschinag est né en 1944. Il descend d'une famille de chamans touva et passe son enfance dans les steppes. Après avoir passé son bac dans sa ville natale, il se rend à Leipzig en RDA en 1962 grâce à un programme d'échanges entre pays communistes. Il y étudie la germanistique et Karl Marx à l'université puis écrit un mémoire sur Erwin Strittmatter. En 1968 il retourne en Mongolie en tant que professeur d'allemand à l'université d'État de sa région d'origine. En 1976 il lui est interdit d'exercer son métier pour des raisons politiques. Il devient alors commentateur et lecteur dans une maison d'édition ainsi que traducteur, jusqu'en 1987. Il est maître de conférences 12 heures par jour dans les quatre universités de Mongolie. En 1980, il pense être près de mourir, après qu'on lui a diagnostiqué une maladie cardiaque. Son activité principale est celle d'écrivain jusqu'en 1991.
Aujourd'hui il vit principalement à Oulan-Bator avec sa famille, mais voyage beaucoup dans les pays germanophones. Ses livres sont traduits dans de nombreuses langues telles que le français ou l'anglais.
Ses œuvres se déroulent en Mongolie, et décrivent la vie dans ce pays. Elles aident à comprendre les contradictions auxquelles sont confrontés les Mongols, tiraillés entre traditions et modernité. Tschinag raconte les histoires de ses concitoyens. Il a fait don d'une partie de l'argent gagné grâce au succès de ses livres.
Il a une certaine notoriété dans les pays germanophones, du fait qu'il écrive en allemand, mais reste très peu connu en France. On trouve dans la presse francophone quelques articles concernant sa vie et celles de ses œuvres ayant été traduites en français.

## Œuvres traduites en français
- 1996 : Ciel bleu, une enfance dans le Haut Altaï, traduction de l'allemand de Dominique Petit (Éditions Metailié/collection Suite 1999)
- 1998 : Vingt jours et un, trad. Dominique Petit (Éditions Metailié)
- 2000 : Belek, une chasse dans le Haut-Altaï, trad. Dominique Vuathier (Éditions L'Esprit des péninsules)
- 2001 : Le Monde gris, trad. Dominique Petit (Éditions Metailié)
- 2003 : Dojnaa, trad. Dominique Petit et Françoise Toraille (Éditions L'Esprit des péninsules)
- 2004 : Sous la montagne blanche, trad. Dominique Petit (Éditions Metailié)
- 2005 : La Fin du chant,  trad. Dominique Petit et Françoise Toraille (Éditions L'Esprit des péninsules)
- 2006 : La Caravane, trad. Dominique Petit et Françoise Toraille(Éditions L'Esprit des péninsules)
- 2008 : L'Enfant élu, trad. Isabelle Liber (Éditions Metailié)
- 2012 : Chaman, trad. Isabelle Liber (Éditions Metailié)
- 2020 : nouvelle « La mère », traduction du mongol de Bulgantamir Sangidkhorloo (Éditions Jentayu).

## Récompenses
- 1992 : Prix Adalbert-von-Chamisso
- 1995 : Puchheimer Leserpeis
- 2001 : Heimito-von-Doderer-Preis
- 2002 : Chevalier de l'ordre du Mérite de la République fédérale d'Allemagne
- 2008 : Literaturpreis der deutschen Wirtschaft